# Marathon de Berlin 2022
Navigation
Édition précédente Édition suivante
Le Marathon de Berlin 2022 est la 48e édition du Marathon de Berlin, en Allemagne, qui a lieu le dimanche 25 septembre 2022.

## Faits marquants
- Le Kényan Eliud Kipchoge établit un  nouveau record masculin du marathon en 2 h 1 min 9 s, abaissant de 3/10e de seconde son propre record établi quatre ans plus tôt lors de cette même compétition[1].
- L'Éthiopienne Tigist Assefa remporte l'épreuve féminine en 2 h 15 min 37 s, nouveau record du marathon de Berlin.

## Résultats

### Hommes
| Rang               | Athlète          | Nationalité | Temps              |
| ------------------ | ---------------- | ----------- | ------------------ |
| Médaille d'or      | Eliud Kipchoge   | Kenya       | 2 h 01 min 09 s WR |
| Médaille d'argent  | Mark Korir       | Kenya       | 2 h 05 min 58 s    |
| Médaille de bronze | Tadu Abate       | Éthiopie    | 2 h 06 min 28 s    |
| 4                  | Andamlak Belihu  | Éthiopie    | 2 h 06 min 40 s    |
| 5                  | Abel Kipchumba   | Kenya       | 2 h 06 min 49 s    |
| 6                  | Limenih Getachew | Éthiopie    | 2 h 07 min 07 s    |
| 7                  | Kenya Sonota     | Japon       | 2 h 07 min 14 s    |
| 8                  | Tatsuya Maruyama | Japon       | 2 h 07 min 50 s    |
| 9                  | Kento Kikutani   | Japon       | 2 h 07 min 56 s    |
| 10                 | Zablon Chumba    | Kenya       | 2 h 08 min 01 s    |

### Femmes
| Rang               | Athlète            | Nationalité | Temps              |
| ------------------ | ------------------ | ----------- | ------------------ |
| Médaille d'or      | Tigist Assefa      | Éthiopie    | 2 h 15 min 37 s CR |
| Médaille d'argent  | Rosemary Wanjiru   | Kenya       | 2 h 18 min 00 s    |
| Médaille de bronze | Tigist Abayechew   | Éthiopie    | 2 h 18 min 03 s    |
| 4                  | Workenesh Edesa    | Éthiopie    | 2 h 18 min 51 s    |
| 5                  | Sisay Meseret Gola | Éthiopie    | 2 h 20 min 58 s    |
| 6                  | Keira D'Amato      | États-Unis  | 2 h 21 min 48 s    |
| 7                  | Rika Kaseda        | Japon       | 2 h 21 min 55 s    |
| 8                  | Ayuko Suzuki       | Japon       | 2 h 22 min 02 s    |
| 9                  | Sayaka Sato        | Japon       | 2 h 22 min 13 s    |
| 10                 | Vibian Chepkirui   | Kenya       | 2 h 22 min 21 s    |